# The Pretender
| 전문가 평가                       | 전문가 평가 |
| 평가 점수                         | 평가 점수   |
| 출처                              | 점수        |
| --------------------------------- | ----------- |
| AllMusic                          | [ 1 ]       |
| Christgau's Record Guide          | B           |
| The Encyclopedia of Popular Music | [ 3 ]       |
| The Rolling Stone Album Guide     | [ 4 ]       |

《The Pretender》는 1976년 11월에 발매된 미국의 싱어송라이터 잭슨 브라운의 네 번째 스튜디오 음반이다. 이 음반은 빌보드 200 차트에서 5위로 정점을 찍었고, 싱글은 23위에 오른 〈Here Come Those Tears Again〉과 58위에 오른 〈The Pretender〉였다.

## 배경
《The Pretender》는 브라운의 첫 번째 아내 필리스 메이저의 자살 이후 발매되었으며 음반의 노래 중 하나인 〈Here Come Those Tears Again〉(메이저의 어머니 낸시 판스워스 공동 작곡)이 그녀에게 헌정되었다. 음반에는 존 랜도의 프로듀싱과 다양한 스타일이 혼합되어 있다.
타이틀곡은 1995년 영화 《홀랜드 오퍼스》에서 사용되었다.
이 음반은 미국 음반 산업 협회로부터 1976년 골드 레코드, 1977년 플래티넘 인증을 받았으며 1997년과 2006년 멀티 플래티넘에 도달했다.
《The Pretender》의 뒷면 커버는 케네스 렉스로스가 번역한 파블로 네루다의 시 《Brown and Agile Child》를 전체적인 모습을 보여준다.

## 곡 목록
모든 곡들은 특별한 언급이 없는 한 잭슨 브라운에 의해 작사/작곡하였다.
| #  | 제목                            | 작사·작곡             | 재생 시간 |
| -- | ------------------------------- | --------------------- | --------- |
| 1. | 〈The Fuse〉                    |                       | 5:50      |
| 2. | 〈Your Bright Baby Blues〉      |                       | 6:05      |
| 3. | 〈Linda Paloma〉                |                       | 4:06      |
| 4. | 〈Here Come Those Tears Again〉 | 브라운, 낸시 판스워스 | 3:37      |

| #  | 제목                             | 재생 시간 |
| -- | -------------------------------- | --------- |
| 1. | 〈The Only Child〉               | 3:43      |
| 2. | 〈Daddy's Tune〉                 | 3:35      |
| 3. | 〈Sleep's Dark and Silent Gate〉 | 2:37      |
| 4. | 〈The Pretender〉                | 5:53      |

## 인증
| 국가                       | 인증        | 판매량/출하량 |
| -------------------------- | ----------- | ------------- |
| 영국 (BPI)                 | 실버        | 60,000^       |
| 미국 (RIAA)                | 3× 플래티넘 | 3,000,000^    |
| ^출하량을 기반으로 한 인증 |             |               |